# 국도 제16호선 (이란)
국도 제16호선(페르시아어: جاده 16, Road 16)은 이란 길란주의 아스타라와 서아제르바이잔주의 세로우를 사이에 이어주는 일반 국도이다. 경유하고 있는 주요 도시들은 타브리즈, 아르다빌, 사랍 등이 있으며, 국경을 건너 터키와도 바로 연결되며 터키에서는 국도 제D400호선 (터키)와도 직접 연결된다.